# Schlacht um Attu
Dutch Harbor – 1. Attu – 1. Kiska – 2. Kiska – 3. Kiska – Komandorski-Inseln – 2. Attu – Chichagof Harbor – 4. Kiska
Die Schlacht um Attu (Codename: Operation Landcrab) fand zwischen dem 11. und 30. Mai 1943 statt und war ein Kampf zwischen den Streitkräften Japans und der Vereinigten Staaten, die von Luftstreitkräften aus Kanada unterstützt wurden. Die Schlacht war ein Teil der Schlacht um die Aleuten, die wiederum ein Teil des Pazifikkrieges war. Außerdem war es die einzige Schlacht im Pazifik, die nicht in tropischem Klima stattfand. Die Kämpfe dauerten annähernd drei Wochen an und waren erst beendet, als fast alle japanischen Verteidiger nach einem selbstmörderischen Angriff im Nahkampf gefallen waren.

## Hintergrund
Die im Juli 1941 aufgestellte 5. Japanische Flotte, verantwortlich für Patrouillen im Pazifik östlich von Japan, forderte Anfang 1942 einen Stützpunkt auf den westlichen Aleuten-Inseln, um Patrouillen weiter östlich leichter durchführen zu können. Ein alliierter Luftangriff auf die Insel Minami-Torishima (Marcus) verstärkte die Sorgen der japanischen Militärs bezüglich ihrer Positionen im Nordpazifik.

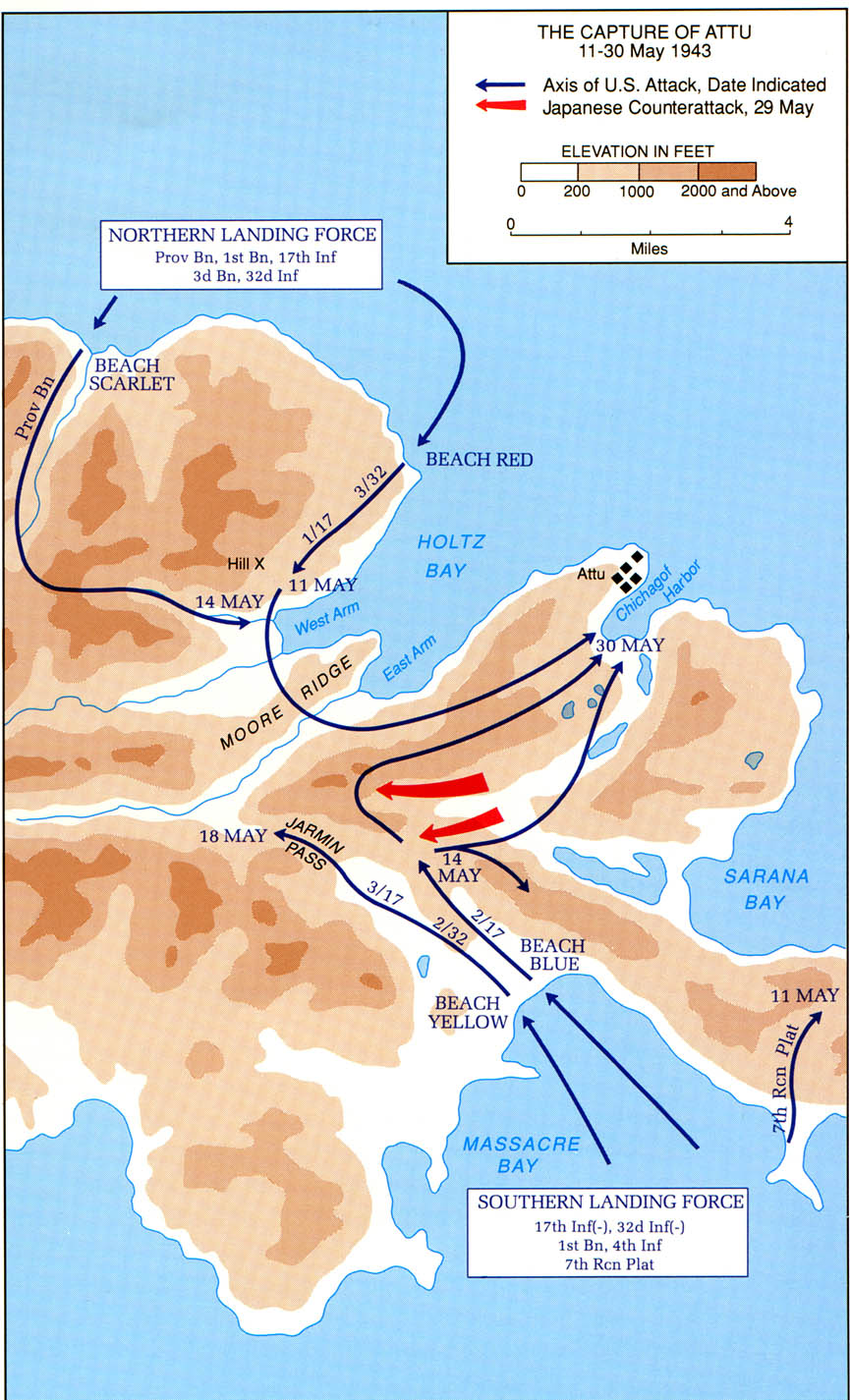
Rückeroberung von Attu, 1943

Es wurde beschlossen, dass die kaiserliche Armee auf der Insel Attu und die kaiserliche Marine mit der 3. Maizuru-Speziallandungseinheit unter Fregattenkapitän (später Konteradmiral) Ono Takeji auf der Insel Kiska landen sollte. Für die Operation AL wurde von der kaiserlichen Armee am 5. Mai die „Nordmeer-Abteilung“ gebildet, die, geführt von Major Hozumi Matsutoshi, etwa 1.000 Mann umfasste.
Am 7. Juni 1942 landete das 301. Unabhängige Infanteriebataillon der japanischen Nordarmee, die auch für Hokkaido, die Kurilen und die Präfektur Karafuto zuständig war, ungehindert auf Attu. Die Landungen erfolgten einen Tag nach der Invasion der nahegelegenen Insel Kiska. Das US-Militär befürchtete nun, dass beide Inseln in strategische japanische Luftwaffenstützpunkte umgewandelt werden könnten, von denen aus Luftangriffe gegen das Festland Alaskas und den Rest der US-Westküste gestartet werden könnten.

## Operation Landcrab

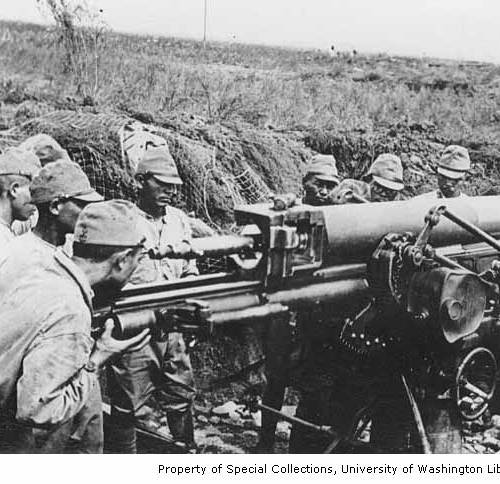
Japanisches 7,5-cm-Geschütz auf Attu, 1943

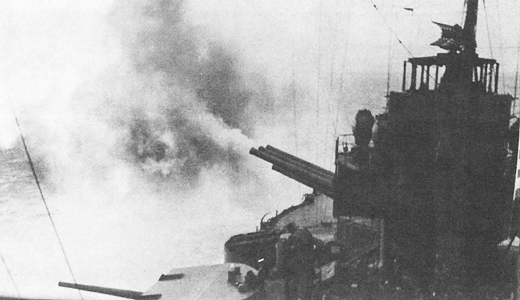
Schlachtschiff Pennsylvania beschießt Attu, Mai 1943

Am 4. Mai 1943 lief die US-amerikanische Invasionsflotte zur Rückeroberung Attus von Cold Bay in Alaska aus. Wegen der schlechten Wetterlage im Nordpazifik musste die für den 8. Mai geplante Landung auf den 11. Mai verschoben werden. Am 11. Mai setzte die Task Force 51 unter Admiral Rockwell mit 5 Transportern, gesichert von 4 Zerstörern, 2 Minenlegern und 4 Minensuchern, zunächst das 17. Infanterieregiment an Land, der Rest der 7. Division folgte in den nächsten Tagen.
Die Task Group 51.1 unter Konteradmiral Kingman mit den Schlachtschiffen Nevada, Pennsylvania, Idaho, dem Geleitträger Nassau und neun Zerstörern gaben der Landung an den nächsten Tagen Feuerschutz und nahmen japanische Stellungen unter Feuer. Weiterhin waren die Süd-Deckungsgruppe, bestehend aus der Task Group 16.6. mit vier Kreuzern und fünf Zerstörern, und die Nord-Deckungsgruppe mit drei Kreuzern und vier Zerstörern vor Attu.
Trotz des schweren Bombardements von See trafen die amerikanischen Truppen auf starken Widerstand, allerdings noch nicht an der Küste, denn Oberst Yamasaki, der japanische Oberbefehlshaber, hatte seine Verteidigungsstellung weiter im Inland auf den Höhen errichtet. Diese Taktik wurde auch bei späteren Kämpfen auf anderen Inseln von japanischen Befehlshabern angewendet. Wegen der personellen Übermacht von etwa 5:1, der artilleristischen Überlegenheit durch die Flotte und der absoluten Luftherrschaft gelang es den Amerikanern, die japanischen Truppen nach fast drei Wochen auf eine Stellung beim Chichagof-Hafen zurückzudrängen.
Am 21. Mai 1943 sammelte sich eine starke japanische Flotte in der Bucht von Tokyo, um die japanischen Truppen von Attu zu evakuieren. Die Flotte umfasste die Träger Zuikaku, Shōkaku, Jun’yō und Hiyō, die Schlachtschiffe Musashi, Kongō und Haruna, die Kreuzer Mogami, Kumano, Suzuya, Tone, Chikuma, Agano und Ōyodo und elf Zerstörer. Allerdings hatten die Amerikaner Attu erobert, bevor die Flotte auslaufen konnte.
Am 29. Mai 1943 führte Yamasaki, ohne Hoffnung auf Rettung, seine verbliebenen Truppen in einen Banzai-Angriff. Er stürmte an der Spitze seiner verbliebenen Soldaten, darunter auch Verwundete, mit einem Schwert in der Hand auf die amerikanischen Stellungen zu. Der Überraschungsangriff durchbrach tatsächlich die amerikanischen Frontstellungen. Überraschte amerikanische Truppen der zweiten Linie lieferten sich bald Nahkämpfe mit japanischen Soldaten. Der Kampf dauerte so lange, bis fast alle Japaner getötet wurden. Dieser Angriff beendete den Kampf auf Attu. In den 19 Tagen der Kämpfe wurden 549 amerikanische Soldaten getötet und mehr als 1.200 wurden verwundet. 2.351 Japaner starben, darunter auch Oberst Yamasaki, nur 28 Gefangene wurden gemacht. Trotz der Verluste stellte die japanische Propaganda den Angriff Yamasakis als inspirierendes Epos dar.

## Nachwirkungen
Die Rückeroberung Attus waren die letzten Kampfhandlungen auf den Aleuten. Am 28. Juli evakuierte eine japanische Flotte über 5.000 Kämpfer von der Insel Kiska. Sie machte sich dabei den häufigen Nebel in der Region zunutze und blieben von den Amerikanern unentdeckt. Damit endete auch die letzte japanische Besetzung einer Aleuteninsel.

## Schlachtordnung
Kaiserlich Japanische Armee, 2. Bezirk, Nordmeer-Garnison (Hokkai Shubitai) – Oberst Yamasaki Yasuyo
- 83. Unabhängiges Infanteriebataillon – Oberstleutnant Isamu Yonegawa
- 303. Unabhängiges Infanteriebataillon „Watanabe-Bataillon“ – Major Jokuji Watanabe
- Aoto-Flugabwehrbataillon – Major Seiji Aoto
- Nord-Kurilen-Festungsbataillon – Oberstleutnant Hiroshi Yonekawa
- 6. Unabhängige Gebirgsartillerie – Leutnant Taira Endo
- 302. Unabhängige Pionierkompanie – Oberleutnant Chinzo Ono
- 6. Schiffspionierregiment
  - 2. Kompanie – Oberleutnant Kobayashi

US-Landungseinheit (7. US-Infanterie Division) – Generalmajor Albert Brown, Brigadegeneral General Eugene M. Landrum ab 16. Mai
- Provisorisches Aufklärungsbataillon – Oberleutnant William H. Willoughby
  - 7. Aufklärungskompanie
  - 7. Kavallerieaufklärungstrupp
- Nordabteilung – Oberst Frank L. Culin
  - 1./17. Regimentskampfgruppe – Leutnant Colonel Albert V. Hartl
- Südabteilung – Oberst Edward Palmer Earle, Oberst Wayne C. Zimmerman ab 12. Mai
  - 2./17. Regimentskampfgruppe – Major Edward P. Smith
  - 3./17. Regimentskampfgruppe – Major James R. Montague
  - 2./32. Regimentskampfgruppe – Major Charles G. Fredericks
- Verstärkung/Kampfunterstützung
  - 1./32. Regimentskampfgruppe – Oberstleutnant Earnest H. Bearss
  - 3./32. Regimentskampfgruppe – Oberstleutnant John M. Finn
  - 1./4. Regimentskampfgruppe (auf Adak) – Major John D. O’Reilly
  - 78. Küstenartillerie (Flugabwehr) Regiment
  - 50. Pionierbataillion